# SN 2010fc
SN 2010fc – supernowa typu Ia odkryta 31 maja 2010 roku w galaktyce A161428+5443. W momencie odkrycia miała maksymalną jasność 22,50m.